# Vụ Kinh tế địa phương và lãnh thổ (Việt Nam)
{{Infobox organization|name=Vụ Kinh tế địa phương và lãnh thổ|main_organ=|region_served=|membership=|language=Tiếng Việt|leader_title=Vụ trưởng|leader_name=Lê Thành Quân|leader_title2=|headquarters=Số 6B đường Hoàng Diệu, phường Quán Thánh, quận Ba Đình|leader_name2=|parent_organization=Bộ Tài chính|affiliations=|num_staff=|num_volunteers=|budget=|website=|location=Hà Nội  Việt Nam|malt=|purpose=|status=Hợp pháp, hoạt động|type=Cơ quan nhà nước|extinction=|formation=1/11/1995|motto=|abbreviation=|mcaption=|image=
Vụ Kinh tế địa phương và lãnh thổ là cơ quan trực thuộc Bộ Tài chính, giúp Bộ trưởng thực hiện chức năng quản lý nhà nước về kế hoạch và đầu tư đối với phát triển kinh tế - xã hội của địa phương và vùng lãnh thổ.
Vụ Kinh tế địa phương và lãnh thổ thành lập ngày 1/11/1995, theo Nghị định số 75-CP ngày 1/11/1995 của Chính phủ.
Chức năng, nhiệm vụ, quyền hạn và cơ cấu tổ chức của Vụ Kinh tế địa phương và lãnh thổ được quy định tại Quyết định số 828/QĐ-BKHĐT ngày 15/5/2023 của Bộ trưởng Bộ Kế hoạch và Đầu tư.

## Nhiệm vụ và quyền hạn
Theo Điều 2, Quyết định số 828/QĐ-BKHĐT ngày 15/5/2023 của Bộ trưởng Bộ Kế hoạch và Đầu tư, Vụ Kinh tế địa phương và lãnh thổ có các nhiệm vụ, quyền hạn chính:
- Chủ trì, phối hợp với Vụ Tổng hợp kinh tế quốc dân và các đơn vị thuộc Bộ, tổng hợp xây dựng kế hoạch trung hạn 5 năm và hàng năm về phát triển kinh tế - xã hội, đầu tư công của các địa phương và vùng lãnh thổ; phối hợp với Vụ Tổng hợp kinh tế quốc dân hướng dẫn các tỉnh, thành phố trực thuộc Trung ương và vùng lãnh thổ xây dựng kế hoạch phát triển kinh tế - xã hội, kế hoạch đầu tư công của địa phương.
- Theo dõi toàn diện về phát triển kinh tế - xã hội trên địa bàn các địa phương và vùng lãnh thổ. Làm đầu mối giúp Lãnh đạo Bộ xử lý các vấn đề phát sinh trong quá trình tổng hợp, giao kế hoạch và thực hiện kế hoạch của các địa phương và vùng lãnh thổ. Chủ trì chuẩn bị các báo cáo về tình hình thực hiện kế hoạch phát triển kinh tế - xã hội và kế hoạch đầu tư công của các địa phương và vùng lãnh thổ; kế hoạch của Chính phủ triển khai thực hiện Nghị quyết của Bộ Chính trị về xây dựng và phát triển các tỉnh, thành phố, vùng lãnh thổ; làm đầu mối tại các Cơ quan của Đảng và Chính phủ về phát triển vùng lãnh thổ theo phân công của Lãnh đạo Bộ.
- Phối hợp với Viện Chiến lược phát triển, Vụ Quản lý quy hoạch và các đơn vị liên quan trong Bộ tham gia ý kiến, xây dựng, thẩm định chiến lược, quy hoạch phát triển kinh tế - xã hội của các địa phương và vùng lãnh thổ.
- Phối hợp với các đơn vị liên quan có ý kiến về việc cấp giấy Chứng nhận đầu tư theo quy định của pháp luật. Phối hợp với Cục Đầu tư nước ngoài, Vụ Kinh tế đối ngoại xây dựng chiến lược, quy hoạch thu hút nguồn vốn đầu tư trực tiếp nước ngoài (FDI) và nguồn vốn hỗ trợ phát triển chính thức (ODA) của các địa phương và vùng lãnh thổ. Phối hợp với Vụ Kinh tế đối ngoại thẩm định nguồn vốn và khả năng cân đối vốn đối ứng các dự án ODA. Chủ trì, phối hợp Vụ Tổng hợp kinh tế quốc dân, Vụ Kinh tế đối ngoại bố trí kế hoạch vốn đối ứng các dự án ODA của các địa phương.
- Làm đầu mối tổng hợp các chính sách đối với đồng bào dân tộc thiểu số; kế hoạch của Ủy ban Dân tộc.
- Thực hiện các nhiệm vụ khác theo phân công của Bộ trưởng.

## Lãnh đạo Vụ[2]
- Vụ trưởng: Lê Thành Quân
- Phó Vụ trưởng:

1. Hoàng Trung Định
2. Bùi Thị Thu Thủy
3. Trần Quốc Trung
4. Trần Thị Hoài An

## Cơ cấu tổ chức
(Theo Điều 3, Quyết định số 828/QĐ-BKHĐT ngày 15/5/2023 của Bộ trưởng Bộ Kế hoạch và Đầu tư)
- Phòng Tổng hợp
- Phòng Kinh tế - Xã hội
- Phòng Quy hoạch và liên kết vùng
- Phòng Chính sách đầu tư và chương trình, dự án